# 集中营监察局
集中营监察局（德語：Inspektion der Konzentrationslager）是納粹德國党卫队的納粹集中營行政管理机构。该部门由提特奥多尔·艾克创建，后被并入党卫队经济与管理部，成为该部门的下属机构“办公室D”（Amt D）。